# Le Mesnil-Mauger

Le Mesnil-Mauger este o comună în departamentul Calvados, Franța. În 1 ianuarie 2018 avea o populație de 994 de locuitori.